# أطلس تاريخ الإسلام
أطلس تاريخ الإسلام موسوعة تاريخية جغرافية مصرية قامت بإنجازها لجنة من العلماء المختصين بإشراف الدكتور حسين مؤنس. تضمنت تلك اللجنة العديد من المراجعين والرسامين والخطاطين والمصممين الفنيين والمصورين. تم إنجاز العمل عام 1986 في دار الزهراء للإعلام العربي. يتألف الكتاب من 530 صفحة، أكثرها خرائط وفيها الكثير من النصوص كذلك.

## تأليف ونشر الكتاب
رفض العديد من الناشرين كتاب الدكتور حسين مؤنس، وذلك بسبب ضخامته وكلفته وعدم إقبال القراء كثيرا على مثل هذه الكتب، وأخيرا قبلته دار الزهراء للأعلام العربي «أحمد رائف» وقررت نشره، وقد تم إنشاء قسم خاص في دار الزهراء للأعلام العربي للعمل على هذا الأطلس، وقد اشترك فيه العديد م العلماء والباحثين في علم التاريخ، وقد ترأس فريق العمل الأستاذ أحمد رائف وكل من الأستاذ فتحي صوابي والمهندس محمود حلمي، وقد كان من أصعب ما في العمل رسم الخرائط وتدقيقها والتأكد من صحتها.

## مقدمة الكتاب
منذ بدأت العمل في كلية الأدب في جامعة القاهرة ساورتني فكرة عمل أطلس للتاريخ الإسلامي على مثال ما كنت أرى من الأطالس التاريخية التي يصدرونها في بلاد الغرب. وقويت الفكرة في نفسي عندما تأملت المحاولات الخرائطية الناجحة التي قام بها بعض المستشرقين من أمثل جي ليسترينج في كتابه المعروف أراضي الخلافة الإسلامية الشرقية.
وعندما خاطبني أحد الناشرين بشأن عمل أطلس للتاريخ الإسلامي نشطت الفكرة في نفسي وتحركت همتي، لأنني ما كنت لأقدم على عمل أطلس شامل للتاريخ الإسلامي إلا إذا كان معي ناشر مستعد للنشر وتحمل تكاليفه، وبدأت من أواخر عام 1972 بالعمل، فذهبت إلى لندن وباريس وهامبورغ، واتصلت بمؤلفي الأطالس وناشريها، وأفدت أفكارا نافعة وعملية عن طريق إنشاء الأطالس التاريخية على أساس علمي سليم.